# Mécses Szeretetszolgálat Magyar Börtönpasztorációs Társaság
A Mécses Szeretetszolgálat Magyar Börtönpasztorációs Társaság a börtönökben fogvatartottak lelkipásztori gondozására alakult, 1991-ben alapított ökumenikus szervezet. Alapító elnöke dr. Majzik Mátyás volt, aki 2005-ben bekövetkezett haláláig irányította a szeretetszolgálatot. 2021-ben 34 tagja és 62 önkéntes levelezője volt. A társaság védnöke Beer Miklós váci megyéspüspök.

## Tevékenységei

### Levelező szolgálat
A társaság önkéntesei olyan elítéltekkel folytatnak levelezést, akiknek nincs élő kapcsolattartásuk a külvilággal. A levelezés a szolgálat központján keresztül történik, elővigyázatosságból jeligés formában, segítő ellenőrzés, tanácsadás és a felelősség biztosítása érdekében. 1999-ben 400 önkéntes is levelezett, ez az alapító halála után erőteljesen lecsökkent (2016-ban 35 fő volt aktív), jelenleg folyamatosan növekszik (2021-ben 62 önkéntes szolgál). Folyamatosan várják önkéntesek jelentkezését, a szolgálatnak vallási hovatartozás nem feltétele.
Karácsonykor csomagküldést szerveznek az elítélteknek. 

### Evangelizáció
Az országos börtönökben korábban rendszeresen tartottak misét, a teológiai végzettségű világiak bibliamagyarázatot. Jelenleg a szegedi börtönben fogvatartott és civil levelezőkből álló börtönközösség működik. Havi rendszerességgel közösségi foglalkozásokat tartanak. 

### Utógondozás

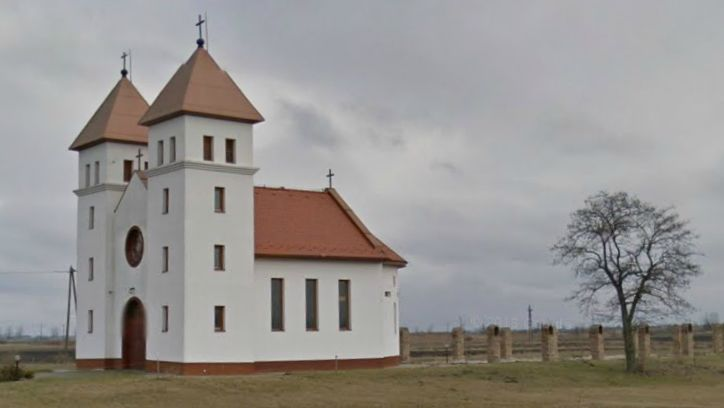
Szent Jobb Lator templom

Segítik a szabadulás előtt álló elítélteket fontos információk nyújtásával, ügyeik intézésével, a szabadulásuk utáni elhelyezésük előkészítésével. Ennek érdekében különböző állami, egyházi, valamint társadalmi szervekkel, intézetekkel tartanak kapcsolatot. A szervezet egyik fontos szolgálata a börtönben megtértek társadalomba történő integrálása. Ezt a célt szolgálta 2007-ig egy Tass-Alsószenttamáson működtetett Társadalmi Rehabilitációs Otthon, ahol munkát, szállást, élelmezést, képzést és közösséget is biztosítottak szabadultak számára. Itt épült fel az ország egyetlen, Szent Jobb Latorról elnevezett temploma, mely 2004-ben lett felszentelve, és egyik állomása a Magyar Zarándokútnak. 
Jelenleg utógondozóház nem üzemel. Az egyesület kizárólag a levelezőszolgálatában részt vevő fogvatartottak szabadulását segíti, egyéni és személyes lelki kísérést biztosít számukra levelezőtársaikon keresztül, igény és lehetőségek szerint az egyesület szakmai támogatásával. 

### Mécses Lelkiség – Mécses Misszió

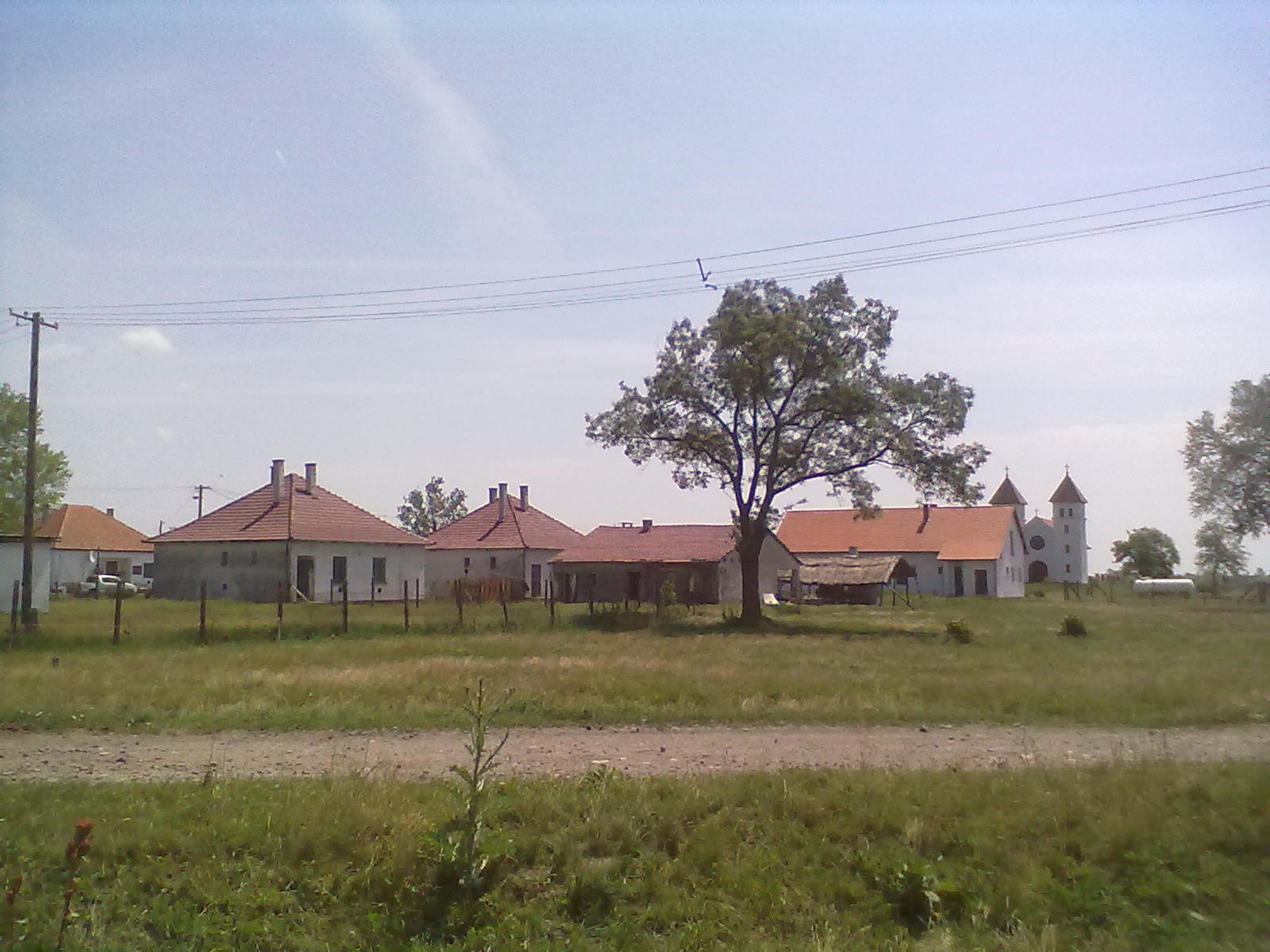
Mécses major

A Magyar Katolikus Püspöki Konferencia 1994-ben fogadta el a Mécses Lelkiséget, melynek célja arra ösztönzi az embereket, hogy a társadalom legmegvetettebb tagjaiban is fel tudják ismerni a mindenkiben jelen lévő Krisztust, és rajta keresztül testvéreinkért tegyenek valamit: imával és tevékeny szeretettel.  A Mécses Lelkiség liturgikus imaformája a minden hónap utolsó péntekén, a megvetettekért tartott Keresztúti ájtatosság. A lelkiség heti imaszándékai a szervezet honlapján rendszeresen megtalálhatók.
A lelkiségnek saját rózsafüzére is van, mely a hagyományos szentolvasón imádkozható.

### Folyóirat
A társaság által kiadott börtönújság, a Szent Jobb Lator 15 magyarországi börtönbe jut el több mint 500 példányban, valamint a szervezet honlapján olvasható.